# Гилморове
Гилморове (енгл. Gilmore Girls) америчка је телевизијска серија коју је створила Ејми Шерман Паладино, док главне улоге тумаче Лорен Грејам и Алексис Бледел. Премијера је приказана 5. октобра 2000. године, након чега је убрзо постала заштитни знак мреже The WB. Састоји се од седам сезона, док је финале приказано 15. маја 2007. године на мрежи The CW.
Добила је позитивне рецензије критичара због свог духовитог дијалога, привлачности међу генерацијама и ефектне мешавине хумора и драме. Остварила је успех за The WB, а свој врхунац достиже током пете сезоне када је постала друга најпопуларнија серија ове мреже. Због честог приказивања на телевизији, све већи број гледалаца довео је до тога да је 2000-их стекла статус култног класика. Часопис Time ју је сврстао међу 100 најбољих серија свих времена. Године 2016. Netflix је приказао мини-серију Гилморове: Година у животу која делује као њен наставак.

## Радња
Лорелај Гилмор је 32-годишња самохрана мајка која заједно са својом ћерком тинејџерком Рори живи у Конектикату. Када узорна Рори своје снове о упису на Харвард замени љубавнима, Лорелај се враћа 16 година уназад и мора се присетити како је она тада живела. Лорелај је одувек радила ствари по своме — одрасла је у имућној породици, али уместо узорне девојке постала је права бунтовница која је својим родитељима задавала главобоље. Затруднела је са 16 година, а како би показала својим родитељима да може опстати и без њих, отишла је из њиховог дома. Од служавке је постала успешна менаџерка која машта о покретању сопственог посла са својом најбољом пријатељицом Суки Сент Џејмс, иначе кулинарском генијалком.
Беспрекорна и узорна Рори сушта је супротност својој мајци. Она има велике снове о упису на колеџ, а заједно са својом пријатељицом Лејн, Рори је одлична ученица средње школе. Лејн је типична америчка тинејџерка која живи са строгим традиционалним корејским родитељима. Ту је и Дин у којег се Рори заљуби на први поглед. Иако јој је мајка као пријатељица, Рори одлучи да своја осећања према Дину задржи за себе, што унесе немир у живот врцкасте Лорелај.
Како Лорелај проматра израстање ћерке у жену, она се мора суочити с неколико провокативних питања. Како ће задржати свој статус „кул” маме док се њена ћерка суочава с класичним проблемима одрастања, а највише је мучи питање шта ће бити када се Рори одсели од ње. Уз све те проблеме, Лорелај се мора суочити и са својим конзервативним родитељима Ричардом и Емили. Након што је 16 година успешно избегавала мајку, као и потребу за очевим новцем, Лорелај мора коначно закопати ратну секиру између себе и својих родитеља.

## Улоге
| Глумац            | Улога            |
| ----------------- | ---------------- |
| Лорен Грејам      | Лорелај Гилмор   |
| Алексис Бледел    | Рори Гилмор      |
| Мелиса Макарти    | Суки Сент Џејмс  |
| Кеико Агена       | Лејн Ким         |
| Јаник Трусдејл    | Мишел Жерар      |
| Скот Патерсон     | Лук Дејнс        |
| Кели Бишоп        | Емили Гилмор     |
| Едвард Херман     | Парис Гилмор     |
| Џаред Падалеки    | Дин Форестер     |
| Мајло Вентимилија | Џес Маријано     |
| Шон Ган           | Кирк Глисон      |
| Крис Ајгеман      | Џејсон Стајлс    |
| Мет Зукри         | Логан Хунцбергер |

## Епизоде
| Сезона | Сезона | Епизоде | Епизоде | Оригинално емитовање | Оригинално емитовање | Оригинално емитовање |
| Сезона | Сезона | Епизоде | Епизоде | Премијера            | Финале               | Мрежа                |
| ------ | ------ | ------- | ------- | -------------------- | -------------------- | -------------------- |
|        | 1.     | 21      | 21      | 5. октобар 2000.     | 10. мај 2001.        |                      |
|        | 2.     | 22      | 22      | 9. октобар 2001.     | 21. мај 2002.        |                      |
|        | 3.     | 22      | 22      | 24. септембар 2002.  | 20. мај 2003.        |                      |
|        | 4.     | 22      | 22      | 23. септембар 2003.  | 18. мај 2004.        |                      |
|        | 5.     | 22      | 22      | 21. септембар 2004.  | 17. мај 2005.        |                      |
|        | 6.     | 22      | 22      | 13. септембар 2005.  | 9. мај 2006.         |                      |
|        | 7.     | 22      | 22      | 26. септембар 2006.  | 15. мај 2007.        |                      |